# 水星の太陽面通過 (火星)

火星探査車キュリオシティが撮影した水星の太陽面通過（2014年6月3日）

火星における水星の太陽面通過（すいせいのたいようめんつうか）は、火星と太陽のちょうど間に水星が入り、太陽面を通過する天文現象である。

## 概要
火星における水星の太陽面通過は、紀元前125000年から125000年の25万年間で54411回ある。前回は2023年10月25日、次回は2024年9月5日に発生する。
火星における水星の太陽面通過は、火星と水星の公転周期の関係で、約1年ごとに連続して起こるのが2回から3回続く。その間に数年の空白期間ができるが、その年数はバラバラである。

## 太陽面通過の起こる日
日付は最大食の日付(UTC)。
| 年月日         | 最大食 |
| -------------- | ------ |
| 1994年7月28日  | 10:19  |
| 1995年8月23日  | 20:09  |
| 2003年12月18日 | 19:26  |
| 2005年1月12日  | 18:57  |
| 2005年11月23日 | 06:14  |
| 2013年5月10日  | 04:19  |
| 2014年6月4日   | 18:14  |
| 2015年4月15日  | 15:50  |
| 2023年10月25日 | 18:14  |
| 2024年9月5日   | 01:11  |

## 同時太陽面通過
- 水星の太陽面通過が、金星の太陽面通過と同時に起こることはあるが、極めて稀である。次回は18713年10月8日である。紀元前の125000年間ではまったく発生しないが、紀元後の同じ時間では4回発生する。

- 水星の太陽面通過が、地球の太陽面通過および月の太陽面通過と同時に起こることはあるが、極めて稀である。前回は紀元前55962年7月13日である。
  - 紀元前96232年1月10日の太陽面通過は、地球と水星のみ太陽面通過を起こし、月は太陽面通過を起こさない。